# Takuya Mikami
Takuya Mikami (født 13. februar 1980) er en tidligere japansk fodboldspiller.
Han har spillet for flere forskellige klubber i sin karriere, herunder Urawa Reds, Kyoto Sanga FC og Ehime FC.